# デンデラ
座標: 北緯26度10分 東経32度39分 / 北緯26.167度 東経32.650度
デンデラ（英語: Dendera, Denderah, Dandarah, アラビア語: دندرة）は、エジプト中部（上エジプト）の町である。ナイル川右岸、カイロより南へ661km、ルクソールより北へ60kmに位置する。県庁所在地であるケナの町の西岸約5kmにある。現地ではダンダラと発音。
古代の名はイウネト (Iunet)、タンテレ (Tantere)、テンティリス (Tentyris) など。ギリシャ語名はテンティラ (Tentyra)。上エジプトの第6のノモスとされた。

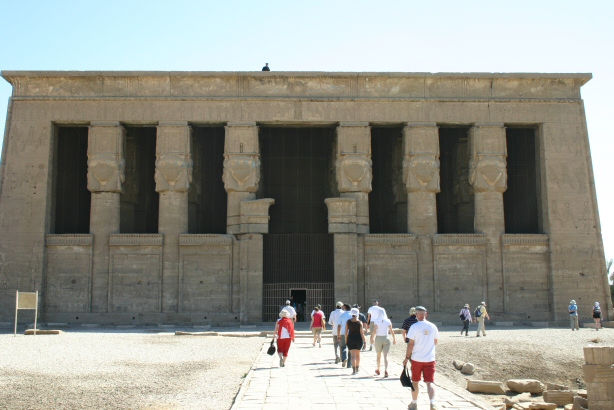
ハトホル神殿

郊外に、女神ハトホルを祀っていたハトホル神殿を中心とするデンデラ神殿複合体遺跡がある。ただし失われた部分も多く、オシリスの礼拝堂前室の天井はデンデラの黄道帯としてルーヴル美術館が収蔵し、遺跡内のその部分には複製が備えられている。
交通の便が悪く、また宿泊施設がないため、観光客は少ない。1997年のルクソール事件以降、観光客向けの交通路はルクソールからの日帰りバスしかないといわれたこともあった。